# Herbert Mainusch
Herbert Mainusch (* 19. Juli 1929 in Troppau; † 12. Juni 1999 in Münster) war ein deutscher Anglist und Hochschullehrer.

## Leben und Wirken
Nach seiner Reifeprüfung am Gymnasium Petrinum Dorsten im Jahre 1949 studierte Herbert Mainusch Anglistik, Germanistik und Philosophie an der Universität Münster. Das erste und zweite Staatsexamen für den höheren Schuldienst absolvierte er dort 1956 bzw. 1959. Seine Promotion im Fach Anglistik mit einer Dissertation über „Die Dichtungstheorie Sir Philip Sidneys“ erfolgte 1956 an der Universität Münster. Kurze Zeit war er im Schuldienst tätig. Von 1960 bis 1962 arbeitete er als Gastdozent an der University of Pittsburgh. Anschließend begann seine Tätigkeit als Hochschullehrer an der Universität Münster, zunächst ab 1962 als Studienrat im Hochschuldienst. 1969 habilitierte er sich und wurde 1970 Wissenschaftlicher Rat, ab 1972 dann ordentlicher Professor für Englische Philologie. Emeritiert wurde Mainusch 1994. Gastprofessuren führten ihn an Universitäten in Australien, Südafrika, Sri Lanka, den USA und China. Mehrfach amtierte er als Dekan der Philosophischen Fakultät bzw. als Fachbereichsdekan.
Mainusch beschäftigte sich neben seinen Arbeiten zur englischen Literaturgeschichte mit Fragen der Kunsttheorie.

## Veröffentlichungen (Auswahl)
- (Übers.): John Toland / Gründe für die Einbürgerung der Juden in Großbritannien und Irland (= Studia Delitzschiana, Bd. 9). Kohlhammer, Stuttgart 1965.
- Romantische Ästhetik. Untersuchungen zur englischen Kunstlehre des späten 18. und frühen 19. Jahrhunderts. Gehlen, Bad Homburg v. d. H. 1969 (= Habilitationsschrift Universität Münster).
- Zum Problem des Unsittlichen im literarischen Kunstwerk. In: Bernhard Fabian (Hrsg.): Festschrift für Edgar Mertner. Fink, München 1969, S. 327–354.
- (mit Edgar Mertner): Pornotopia. Das Obszöne und die Pornographie in der literarischen Landschaft. Athenäum Verlag, Frankfurt/M. 1970.
- (Hrsg.): Genius and taste. Englische Literaturtheorie im 18. Jahrhundert. Zwei Bände. Goldmann, München 1973.
- (Mithrsg.): Lehrerfortbildung und Lehrerweiterbildung in der Bundesrepublik Deutschland. Modellfall Anglistik. Lang, Bern 1976, ISBN 3-261-01760-0.
- (Hrsg.): Literatur im Unterricht (= Kritische Information, Bd. 74). Fink, München 1979, ISBN 3-7705-1560-9.
- Geschmack: Feind der Kunst. Überlegungen zu einer historischen Untersuchung des Geschmacksbegriffes in der Kunsttheorie. In: Ernst S. Dick (Hrsg.): Festschrift für Karl Schneider zum 70. Geburtstag am 18. April 1982. Benjamins, Amsterdam 1982, S. 479–498, ISBN 90-272-2011-5.
- (Hrsg.): Regie und Interpretation. Fink, München 1985, ISBN 3-7705-2277-X (2. Aufl. 1989).
- Andacht und Tanz. Überlegungen zum Verhältnis der Musik zu anderen Künsten. Regensburg u. Biermann, Münster 1988, ISBN 3-924469-27-X.
- (Hrsg.): Europäische Komödie. Wissenschaftliche Buchgesellschaft, Darmstadt 1990, ISBN 3-534-09539-1.
- Skeptische Ästhetik. Plädoyer für eine Gesellschaft von Künstlern (= Bibliothek Metzler, Bd. 3). Metzler, Stuttgart 1991, ISBN 3-476-00732-4.
- (Hrsg., mit Richard Toellner): Einheit der Wissenschaft. Wider die Trennung von Natur und Geist, Kunst und Wissenschaft. Westdeutscher Verlag, Opladen 1993, ISBN 3-531-12472-2.
- Spitze Griffelchen für Eidechsen. Essays – Kolumnen – Rezensionen (= Worte, Werke, Utopien, Bd. 1). Lit, Münster 1995, ISBN 3-8258-2442-X.
- Natur als Ideologie. In: Ruth Elisabeth Mohrmann (Hrsg.): Argument Natur – was ist natürlich? (= Worte, Werke, Utopien, Bd. 7). Lit, Münster 1999, S. 89–104, ISBN 3-8258-2940-5.

Festschrift
- Ulrich Horstmann / Wolfgang Zach (Hrsg.): Kunstgriffe. Auskünfte zur Reichweite von Literaturtheorie und Literaturkritik. Festschrift für Herbert Mainusch. Lang, Frankfurt/M. 1989, ISBN 3-631-40723-8.